# Paillart
Paillart település Franciaországban, Oise megyében. Lakosainak száma 572 fő (2022. január 1.). Paillart Bonneuil-les-Eaux, Breteuil, Esquennoy, Rouvroy-les-Merles, La Faloise, Folleville és Hallivillers községekkel határos.

## Népesség
A település népességének változása:
| Lakosok száma | 593  | 586  | 588  | 580  | 578  | 575  | 571  | 570  | 572  |
|               | 2013 | 2015 | 2016 | 2017 | 2018 | 2019 | 2020 | 2021 | 2022 |